# 松山愛佳
松山 愛佳（まつやま あいか、1982年10月23日 - ）は、日本の女優。文学座所属。

## 来歴・人物
東京都出身。晃華学園卒業。2002年文学座付属演劇研究所入所、2007年文学座座員となる。
同年11月文学座創立70周年記念公演『殿様と私』（作：マキノノゾミ　演出：西川信廣）にてヒロイン白河雪絵役を演じ、代表作となる。
名優の一人と言われる父親譲りの幅広い演技力の持ち主で、他にも多彩な役柄を演じている。身長は157cm。趣味・特技は日舞（藤間流名取）、茶道裏千家（茶箱）、歌、ダンス、殺陣。

### 親族
父親は俳優の松山政路。祖父は俳優の河原崎国太郎 (5代目)。曾祖父は画家で、カフェー・プランタンの経営者の松山省三。伯父は同じく俳優の松山英太郎。従兄に嵐芳三郎、河原崎國太郎 (6代目)、芦田昌太郎、従姉に由夏がいる。

## 出演

### 映画
- 2007年5月公開 「パッチギ! LOVE&PEACE」 井筒和幸監督作品

### テレビドラマ
- 2006年12月 ハンセン病に関する人権啓発テレビ特別番組「望郷の窓　－病(やまい)と差別の真実－」
- 2007年4月 NHK大河ドラマ「風林火山」16話
- 2009年1月 「いじわるばぁさん」
- 2010年11月 「99年の愛〜JAPANESE AMERICANS〜」
- 2012年8月 「薄桜記」 - お甲 役
- 2017年10月18日「相棒」Season16 第1話 - 平井陽の母 役

### 舞台
- 2004年 初舞台 『ナイル殺人事件』(ポイント東京）ル テアトル銀座
- 2005年 『おーい幾多郎』 金沢ドラマシティ 高橋宇良役
  - 『陽気な幽霊』サンヨーホール エルビラ役
  - 『焼けた花園』 (文学座アトリエ公演)　ローザ役
- 2006年 『湖のまるい星』（文学座本公演) 紀伊國屋サザンシアター　笹倉愛役
  - 『この子たちの夏1945・ヒロシマ ナガサキ』 (地人会) 有楽町朝日ホール
  - 『お月さまへようこそ』（文学座＋青年団）サイスタジオコモネ　カウボーイ役
- 2007年 『おーい幾多郎』 地方公演
  - 『殿様と私〜殿、踊りましょうぞ〜』（文学座本公演）紀伊國屋サザンシアター 白河家令嬢 雪絵 役
- 2008年 『長崎ぶらぶら節』 (文学座本公演) 東京芸術劇場　お雪役
  - 『トムは真夜中の庭で』 (文学座本公演) 日生劇場 ハティ役
  - 『おーい幾多郎』 吉祥寺シアター
  - 『向日葵(ひまわり)の柩』 可児市文化創造センター
- 2009年 松平健特別公演『座頭市』 御園座 （名古屋）
  - 文学座自主企画公演 八十八の会 『かくて新年は』
  - ドイツリーディング 『地下鉄1号線』 花伝舎
  - ala collection シリーズ第1弾 『向日葵の柩』  (名古屋・大阪・可児・広島・神戸)
  - シェイクスピアシアター 『ハムレット』 紀伊国屋ホール オフィーリア 役
- 2010年 『HAPPY MAN 1862上海大冒険』青年座劇場 李麗華役
  - シェイクスピアシアター 『十二夜』 俳優座劇場 伯爵令嬢 オリヴィア 役
  - モダンスイマーズ 『真夏の迷光とサイコ』青山円形劇場 世話係ミミ 役 / 編集者リン 役
  - 文学座2010旅公演 『殿様と私』 白河家令嬢 雪絵 役
- 2011年 川中美幸公演 『たか女爛漫』 名古屋 御園座
  - 新宿梁山泊 『向日葵の柩』 韓国ソウル・チョンジュ 朴永玉 役
  - 文学座2011旅公演 『殿様と私』 白河家令嬢 雪絵 役
- 2012年　八尾プリズムホール『種をまく人』マリセーラ 役 (大阪)
  - ドラマリーディング岸田國士を読む『チロルの秋』『ヂアロウグ・プランタニエ』
  - 『十三人の刺客』赤坂ACTシアター/大阪新歌舞伎座　千世/おえん役
- 2015年 新宿梁山泊第56回公演『少女仮面』（2015年9月 - 10月、ザ・スズナリ） - 貝 役[1]

### バラエティー
- 2010年　 時代劇法廷（時代劇専門チャンネル）#5「春日局」- お万（永光院）役